# Cigaritis egyptiaca
Cigaritis egyptiaca är en fjärilsart som beskrevs av Riley 1925. Cigaritis egyptiaca ingår i släktet Cigaritis och familjen juvelvingar. Inga underarter finns listade i Catalogue of Life.